# モルト・シューマン
モルト・シューマン（1936年11月12日 - 1991年11月2日）は、アメリカ合衆国の歌手・ピアニスト・ソングライターで、 1960年代のロックンロール・ヒット『ラスベガス万歳』で知られる。フランス語の"Le Lac Majeur", "Allo Papa Tango Charlie", "Sha Mi Sha", "Un Eté de Porcelaine""Brooklyn by the Sea"なども書いて歌った。

## 生涯

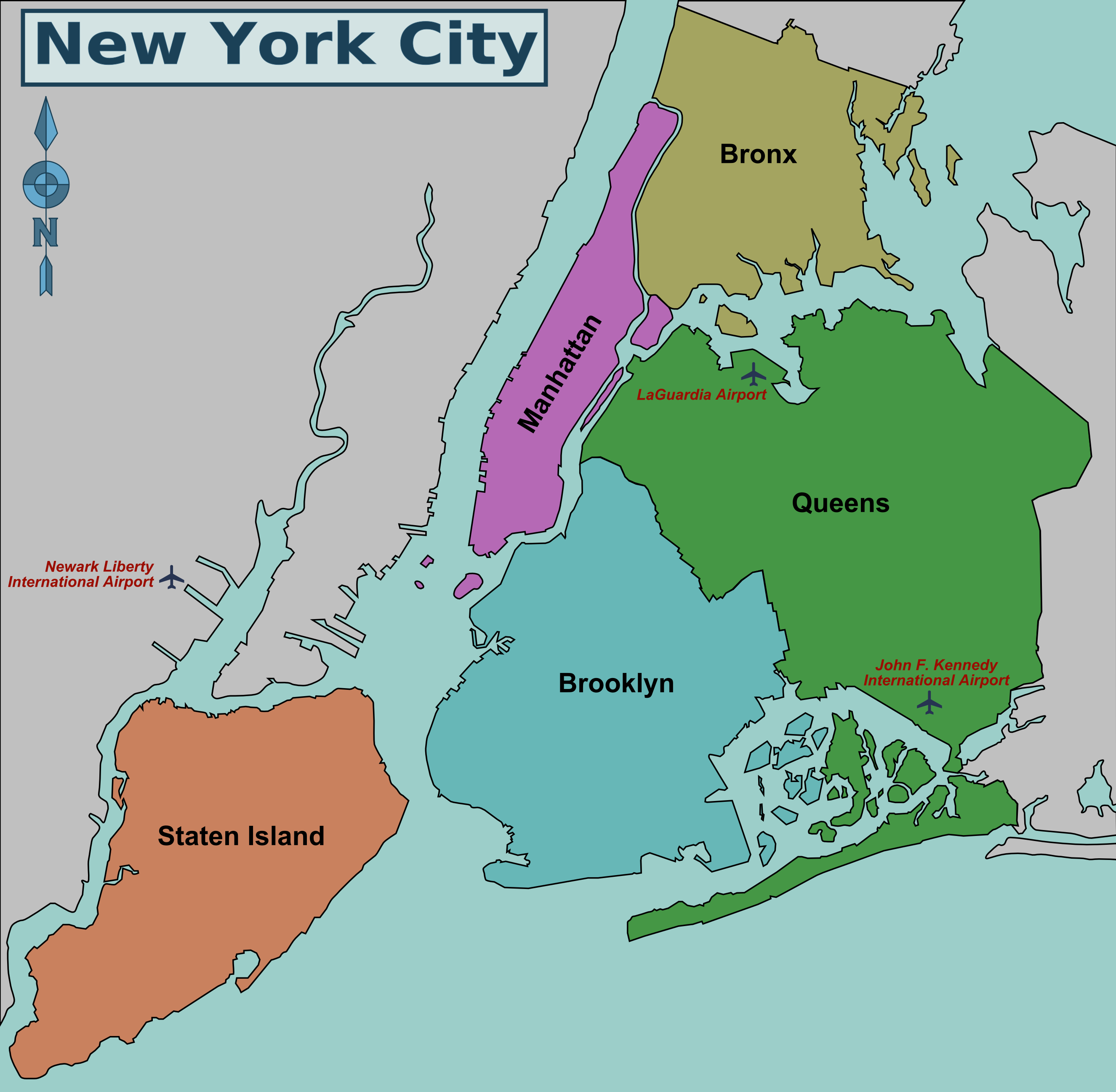
水色がブルックリン地区

ブルックリンでポーランド系のユダヤ人家族に誕生。リンカーン高校に通い、ニューヨーク音楽学校で音楽を学んだ。
R&Bのファンになり、ドク・ポーマスと出会うと組んでブリル・ビルディングのアルドン・ミュージック所属となった。ポーマスが作詞、シューマンが作曲だったが、時に入れ替わった。
Dion、The Flamingos、 アンディ・ウィリアムス, ボビー・ダーリン、ファビアン、 アジダ・ペッカン、 ドリフターズ、エルビス・プレスリーなどに曲提供。
有名曲は「恋のティーンエイジャー」、「Turn Me Loose」「This Magic Moment」、「ラストダンスは私に」、「Little Sister」 「Can't Get Used to Losing You」、「マリーは恋人」、「ラスベガス万才」、「Sweets for My Sweet」。
ポーマスは人生の出来事から作詞した。恋人と別れた後、車を運転していてぼんやりしていたポーマスはクラクションの音にビックリして、その音をスタジオで真似、シューマンに手伝ってもらい"Can't Get Used to Losing You"を書き、アンディ・ウィリアムスの最大ヒットになった（1963）。
ブリティッシュ・インヴェイジョンがやってくると彼らはロンドンに移住、イギリス人のために多く書く。1965年にポーマスと別れ、パリに移住。ジョニー・アリディに曲を書き、自分でも歌い始めた。1970年代初頭"(Il Neige Sur) Le Lac Majeur"がヒット。
スモール・フェイセズの「シャ・ラ・ラ・ラ・リー」はKenny Lynchとの共作。 ミュージカルBudgieはDon Blackと共作。Clive Westlakeと書いたHere I Go Againはホリーズが録音。
1968年にEric Blauと組んでベルギーのジャック・ブレルのフランス語詞を使い、オフ・ブロードウェイのミュージカル『ジャック・ブレルは今日もパリに生きて歌っている』を作りヒットした。『Jacques Brel Is Alive and Well and Living in Paris』のレビュー・映画（1975）に出演した。
1976年映画『穴場セックスU.S.A.』（Sex O'Clock U.S.A.）の音楽を担当し、最初期のゲイ・ソング「You're My Man」を書いた。 フランスの歌手Mike Brantにもたくさん書いた。
1992年ソングライターの殿堂入り。俳優としてもたまに出演し、ジョディー・フォスターの『白い家の少女』では出演がてら音楽監督も担当した。
1991年、肝臓の手術の合併症で54歳で死去。
妻Maria-Piaとの間に4人の娘がいた。

## 受賞
2010年、ロックンロールの殿堂のAhmet Ertegun　Award受賞。
1992年に同賞をもらっていたポーマスに並んだ。

## 主要作品
- "A Teenager in Love"：ディオン
- "Turn Me Loose",
- "This Magic Moment"：ドリフターズ
- ラストダンスは私に "Save The Last Dance For Me"：ドリフターズ
- "Little Sister",
- "Can't Get Used to Losing You",
- マリーは恋人 "(Marie's the Name) His Latest Flame",
- ラスベガス万歳 "Viva Las Vegas" ：エルヴィス・プレスリー、ZZトップ
- "Sweets for My Sweet"：
  -     - ドリフターズ。
    - サーチャーズのデビュー・ヒット（1963）、
    - 1966年にDon and the Goodtimesがカバー。
    - 1968年にCashman Pistilli & WestがCentral Park West名義でカバー。
    - 1969年にエルヴィス・プレスリーのバック・コーラス隊Sweet Inspirationsがカバー（制作はTom Dowd）。
    - イギリスでTina Charlesが1977年にカバー。
    - Tony Orlandoが1979年にカバーしヒット。
    - 1994年にレゲエのC.J.ルイスがカバーし、イギリス・日本・ヨーロッパ・ニュージーランドで大ヒット。
    - The Carnival, Chriss and Manolo Muñoz、 Neil Diamondの録音もある。
    - 1995年にブライアン・ウィルソンが『'Til The Night Has Gone - A Tribute To Doc Pomus"』でカバーした。

## 参照
1. ↑  Writing credit, Zirkon 45 RPM 7" No. 45-1023
2. ↑  London Records 12" -L.9, 1976
3. ↑  “Mort Shuman Biography”.   Songwriters Hall of Fame (1991年11月2日). 2012年4月16日閲覧。
4. ↑  “Congratulations to the 2010 Rock and Roll Hall of Fame Inductees!”. 2009年12月23日時点のオリジナルよりアーカイブ。2009年12月15日閲覧。

- Bloom, Ken. American song. The complete musical theater companion. 1877–1995’’, Vol. 2, 2nd edition, Schirmer Books, 1996.
- Larkin, Colin. The Encyclopedia of Popular Music, Third edition, Macmillan, 1998.
- Stambler, Irwin. Encyclopedia of Pop, Rock and Soul, St. Martin's Press, 1974.